# 塔普兰圣凯赖斯特
塔普兰圣凯赖斯特是匈牙利沃什州所辖的一个村，总面积20.08平方公里，总人口2633，人口密度131.1人/平方公里（2010年1月1日）。